# Ney Franco
Ney Franco da Silveira Júnior (Vargem Alegre, Minas Gerais,  22 de julio de 1966) conocido como Ney Franco, es un entrenador  brasileño de fútbol y su equipo actual es el CSA. 
En su carrera como entrenador ha conseguido importantes éxitos en los equipos que ha dirigido, donde principalmente sobresale la Copa de Brasil 2006 con Flamengo, la Copa Mundial de Fútbol Sub-20 de 2011  con la Selección Sub-20 de Brasil, y la Copa Sudamericana 2012 con São Paulo.

## Trayectoria
Trabajo en las categorías inferiores del Atlético Mineiro y Cruzeiro antes de ser nombrado entrenador interino de este último en tres ocasiones (una en 2002 y dos en 2004). Antes de la campaña de 2005, fue nombrado gerente del Ipatinga ya que el club acordó un acuerdo de asociación con Cruzeiro, logrando ganar en esta etapa el Campeonato Mineiro.
El 22 de mayo de 2006, tras alcanzar nuevamente la fase final de la liga estatal fue nombrado entrenador del Flamengo en sustitución de Waldemar Lemos. Con el Fla ganó la Copa de Brasil tras derrotar en la final al Vasco da Gama; anteriormente había llevado al Ipatinga a las semifinales de la misma competencia, siendo la mejor posición del club. En la temporada 2007 ganó la Taça Guanabara y el Campeonato Carioca, pero fue despedido el 29 de julio, siendo reemplazado por Joel Santana.
El 30 de agosto de 2007 fue nombrado al frente de Atlético Paranaense sin embargo fue despedido en mayo del año siguiente. El 11 de julio de 2008, fue contratado por el Botafogo, pero abandonó el club el 10 de agosto de 2009; horas después fue anunciado en el Coritiba, pero sufrió el descenso del Brasileraõ al final de la campaña.
El 23 de septiembre de 2010 fue nombrado entrenador de la selección brasileña sub-20. Luego permaneció a cargo del Coritiba hasta el final del año, ganando la Série B y rregresando la Primera Divsión del fútbol brasileño. De igual modo para la selección nacional, ganó el Campeonato Sudamericano Juvenil de 2011, clasificándose para la Copa Mundial Sub-20 (también ganada por Brasil) y los Juegos Olímpicos de Verano de 2012.
El 5 de julio de 2012 sustituyó a Emerson Leão en el São Paulo FC, fichando por el resto de la temporada. Exactamente un año después de su fichaje y pesar de ganar la Copa Sudamericana, fue destituido tras ser eliminado de la Copa Libertadores 2013.
El 2 de septiembre de 2013 fue nombrado entrenador del Vitória y terminó la temporada en la quinta posición. El 13 de mayo siguiente regresó a Flamengo aunque el 21 de agosto regresó al Vitória el 2, sin embargo en  el mes de diciembre pueso su renuncia a este último.
El 8 de junio de 2015 regresó al Coritiba, pero fue despedido el 3 de noviembre, quedando a cinco partidos de terminar la temporada en el Brasileraõ.
El 27 de marzo de 2017, después de más de un año sin ser entrenador, se hizo cargo de Sport Recife, siendo relevado de sus funciones el 25 de mayo después de solo 58 días en el cargo.
El 6 de mayo de 2018 fue anunciado en Goiás para dirigirlo en segunda división. En diciembre, tras lograr el ascenso Primera División, dimitió.
El 28 de marzo de 2019 sustituyó a Claudinei Oliveira en Chapecoense pero fue despedido el 24 de julio y regresó a Goiás el 8 de agosto, reemplazando nuevamente a Claudinei Oliveira.
Franco fue despedido por el Esmeraldino el 20 de agosto de 2020, luego de una derrota en casa por 3-1 contra el Fortaleza. El 8 de septiembre sustituyó a Enderson Moreira al frente de Cruzeiro, ahora en segunda división;  Sin embargo, su reinado en este último club sólo duró siete partidos.
El 9 de julio de 2021, después de casi un año sin club, Franco fue nombrado entrenador del CSA.

## Controversias
El 6 de agosto de 2013, casi un mes después de su renuncia al São Paulo, Ney Franco, en una entrevista con el diario O Globo, afirmó que Rogério Ceni fue más allá de sus funciones como capitán. Según el técnico, el portero "participa de la vida política del club, hay una disputa por su apoyo político". Jugadores como Paulo Henrique Ganso y Lúcio no hubieran tenido éxito en el club porque si sale un nombre que le interesa (Ceni), se queda en el suyo; si no, se queja en los pasillos. Al día siguiente, después de la derrota por 3-2 del Sao Paulo ante el Kashima Antlers, en la final de la Copa Suruga Bank 2013 Ceni respondió a su exentrenador afirmando: Si tuviera la influencia que él cree, habría estado en el ojo de la calle durante mucho tiempo.

## Trayectoria
| Entrenador        |                              |      |      |
| País              | Club                         | Año  | Año  |
| Bandera de Brasil | Cruzeiro (interino)          | 2004 | 2004 |
| Bandera de Brasil | Ipatinga                     | 2004 | 2006 |
| Bandera de Brasil | Flamengo                     | 2006 | 2007 |
| Bandera de Brasil | Atlético Paranaense          | 2007 | 2008 |
| Bandera de Brasil | Botafogo                     | 2008 | 2009 |
| Bandera de Brasil | Coritiba                     | 2009 | 2010 |
| Bandera de Brasil | Selección Brasileña (Sub-20) | 2010 | 2012 |
| Bandera de Brasil | São Paulo                    | 2012 | 2013 |
| Bandera de Brasil | Vitória                      | 2013 | 2014 |
| Bandera de Brasil | Flamengo                     | 2014 | 2014 |
| Bandera de Brasil | Vitória                      | 2014 | 2014 |
| Bandera de Brasil | Coritiba                     | 2015 | 2015 |
| Bandera de Brasil | Sport                        | 2017 | 2017 |
| Bandera de Brasil | Goiás                        | 2018 | 2018 |
| Bandera de Brasil | Chapecoense                  | 2019 | 2019 |
| Bandera de Brasil | Goiás                        | 2019 | 2020 |
| Bandera de Brasil | Cruzeiro                     | 2020 | 2020 |
| Bandera de Brasil | CSA                          | 2020 | 2020 |
| Bandera de Brasil | Joinville                    | 2024 | 2024 |
| Bandera de Brasil | ABC                          | 2025 | Act  |

## Palmarés

### Como entrenador

#### Clubes

##### Torneos regionales
| Título                | Club     | Estado         | Año  |
| Campeonato Mineiro    | Ipatinga | Minas Gerais   | 2005 |
| Campeonato Carioca    | Flamengo | Río de Janeiro | 2007 |
| Campeonato Paranaense | Coritiba | Paraná         | 2010 |

##### Torneos nacionales
| Título                          | Club     | País   | Año  |
| Copa de Brasil                  | Flamengo | Brasil | 2006 |
| Campeonato Brasileño de Serie B | Coritiba | Brasil | 2010 |

##### Torneos internacionales
| Título            | Club      | Sede      | Año  |
| ----------------- | --------- | --------- | ---- |
| Copa Sudamericana | São Paulo | São Paulo | 2012 |

#### Selecciones de Fútbol
| Título                        | Selección           | País     | Año  |
| ----------------------------- | ------------------- | -------- | ---- |
| Copa Mundial de Fútbol Sub-20 | Selección de Brasil | Colombia | 2011 |